# Gerhard Redl
Gerhard Redl (* 18. April 1962 in Dimbach) ist ein ehemaliger österreichischer Bobfahrer, der 1989 Europameister im Viererbob war.

## Sportliche Karriere
Der 1,80 m große Gerhard Redl vom Sportclub Wattens nahm im Bob von Peter Kienast an den Olympischen Winterspielen 1984 teil und belegte zusammen mit Franz Siegl und Christian Mark den elften Platz. 1986 gewann der Viererbob mit Kienast, Siegl, Redl und Mark die Bronzemedaille bei der Bob-Europameisterschaft hinter dem Schweizer Bob von Hans Hiltebrand und dem DDR-Bob von Bernhard Lehmann. Bei der Bob-Weltmeisterschaft 1986 gewann der Schweizer Erich Schärer vor Peter Kienast und seinem Team. 
1988 gehörte Redl zur Mannschaft um den Bobpiloten Ingo Appelt. Bei den Olympischen Winterspielen 1988 fuhr der Viererbob mit Ingo Appelt, Josef Muigg, Gerhard Redl und Harald Winkler auf den siebten Platz. Im Jahr darauf bei der Bob-Europameisterschaft 1989 gewann der österreichische Viererbob mit Ingo Appelt, Harald Winkler, Gerhard Redl und Jürgen Mandl den Titel, nach 1978 war es der zweite Europameistertitel für Österreich im Viererbob. 1990 gewann Österreich Gold und Silber im Viererbob, hinter dem von Peter Kienast gesteuerten Bob erhielten Appelt, Redl, Mandl und Winkler die Silbermedaille. Bei der Bob-Weltmeisterschaft 1990 gewann im Viererbob der von Gustav Weder gesteuerte Schweizer Viererbob vor Harald Czudaj aus der DDR, Appelt, Redl, Mandl und Winkler erhielten die Bronzemedaille. 
1993 trafen sich Winkler und Redl im Bob von Hubert Schösser wieder. Bei der Bob-Europameisterschaft 1993 gewann der Schweizer Gustav Weder vor dem deutschen Dirk Wiese, dahinter erhielten Hubert Schösser, Gerhard Redl, Harald Winkler und Gerhard Haidacher die Bronzemedaille. Bei der Bob-Weltmeisterschaft 1993 siegte ebenfalls Gustav Weder, der österreichische Viererbob gewann die Silbermedaille. Bei seinem dritten Olympiastart 1994 in Lillehammer verpasste Redl mit dem Viererbob von Hubert Schösser als Vierter um knapp vier Zehntelsekunden eine Medaille. 1995 belegten Schösser, Redl, Thomas Schroll und Martin Schützenauer den zweiten Platz bei der Europameisterschaft hinter dem deutschen Vierer von Wolfgang Hoppe. Silber hinter Hoppes Bob gewann das Team von Hubert Schösser auch bei der Bob-Weltmeisterschaft 1995.